# (1143) Odyssée
(1143) Odyssée (officiellement (1143) Odysseus) est un astéroïde troyen de Jupiter découvert par Karl Wilhelm Reinmuth le 28 janvier 1930 à Heidelberg en Allemagne.

## Caractéristiques
Il partage son orbite avec Jupiter autour du Soleil au point de Lagrange L4 dans le « camp grec », c'est-à-dire qu'il est situé à 60° en avance sur Jupiter.
Les calculs d'après les observations du télescope IRAS lui accordent un diamètre d'environ 126 kilomètres.
Son nom fait référence au héros grec Odyssée (plus usuellement Ulysse en français) de l'épopée d'Homère, l'Odyssée.
Sa désignation provisoire était 1930 BH.